# Aglomeración Rafaela
La Aglomeración Rafaela es un conjunto de localidades satélite que dependen de la ciudad central, en este caso la ciudad argentina de Rafaela (Santa Fe). Está compuesta por cinco localidades:
- Rafaela (31°15′9″S 61°29′30″O / -31.25250, -61.49167)
- Bella Italia (2 km.) (31°16′54″S 61°24′33″O / -31.28167, -61.40917)
- Susana (12 km.) (31°21′21″S 61°30′57″O / -31.35583, -61.51583)
- Presidente Roca (11 km.)(31°12′43″S 61°36′49″O / -31.21194, -61.61361)
- Lehmann (9 km) (31°7′30″S 61°27′8″O / -31.12500, -61.45222)

## Población
Los datos con respecto a la población total de este aglomerado aparecen en cuatro muestreos: población en 1991, 2001, 2010 y 2022. En referencia al último, se confirmarán luego de los cálulos del censo demográfico que realizó el Gobierno argentino el 18 de mayo de 2022.
| Rafaela         | Castellanos | 111.000 | 99.150  | 83.563 | 68.400 |
| Lehmann         | Castellanos |         | 2.860   | 2.608  | 2.386  |
| Susana          | Castellanos |         | 1.373   | 1.237  | 1.108  |
| Presidente Roca | Castellanos |         | 1.070   | 980    | 904    |
| Bella Italia    | Castellanos |         | 1.125   | 878    | 561    |
| Total           |             |         | 102.333 | 89.551 | 73.692 |

## Vías de transportes
Cuatro de las cinco comunas se encuentran bien conectadas con Rafaela. Anteriormente, los cuatro boulevares principales de la ciudad que dividen a la misma en cuatro cuadrantes, llevaban el nombre de la localidad a la que se podía acceder por estos caminos. De estos cuatro, solo uno cambió su nombre: el actual Bv.Hipólito Yrigoyen antes se llamaba Bv. Susana.
El Bv. Santa Fe, que se dirigie a la capital provincial, luego se convierte en la Ruta Provincial 70 y se puede acceder a Bella Italia; en sentido contrario (hacia el oeste), por el Bv. Presidente Roca y misma Ruta 70 se llega a Roca. Por el Bv. Guillermo Lehmann se accede a la localidad de Lehmann y por la Ruta Nacional 34 o Bv. Hipólito Yirigoyen se llega hasta la localidad de Susana.
Aurelia es la única comuna del aglomerado rafaelino con mal acceso: para llegar a los caminos de tierra que llevan a esta localidad hay que recorrer unos cuantos kilómetros y luego circular por los mismos, que están en mal estado. Por Aurelia pasa el ferrocarril, pero desde que no se detuvo más en la precaria estación, las conexiones con Rafaela comenzaron a ser problemáticas, lo que llevó a que muchas familias se mudaran a otras comunas cercanas o bien a la ciudad.